# Тако (Тіба)

35°44′8″ пн. ш. 140°28′4″ сх. д. / 35.73556° пн. ш. 140.46778° сх. д.
Тако́ (яп. 多古町, たこまち, МФА: [tako mat͡ɕi̥]) — містечко в Японії, в повіті Каторі префектури Тіба. Станом на 1 жовтня 2008 площа містечка становила 72,68 км². Станом на 1 січня 2009 населення містечка становило 16 282 осіб.